# The Dalles
The Dalles es una ciudad ubicada en el condado de Wasco en el estado estadounidense de Oregón. En el año 2006 tenía una población de 12,520 habitantes y una densidad poblacional de 892 personas por km².

## Geografía
The Dalles se encuentra ubicada en las coordenadas 45°36′4″N 120°10′58″O / 45.60111, -120.18278.

## Demografía
Según la Oficina del Censo en 2000 los ingresos medios por hogar en la localidad eran de $35,430 y los ingresos medios por familia eran $43,041. Los hombres tenían unos ingresos medios de $36,387 frente a los $22,583 para las mujeres. La renta per cápita para la localidad era de $17,511. Alrededor del 12.4% de la población estaban por debajo del umbral de pobreza.

## Localidades adyacentes
Diagrama de las localidades a un radio de 16 km a la redonda de Long Neck. 